# Hans-Georg Müller (Sprachwissenschaftler, 1976)
Hans-Georg Müller (* 18. Februar 1976 in Meerane) ist ein deutscher Sprachwissenschaftler und Germanist.

## Leben
Müller besuchte von September 1982 bis Juli 1989 in seiner Geburtsstadt die Goethe-Oberschule, von September 1989 bis Juli 1990 die Polytechnische Oberschule XI „Theo Gundermann“ in Mühlhausen und wechselte dann an das Tilesius-Gymnasium in Mühlhausen, wo er im Juli 1994 das Abitur machte. Nach einem Auslandsaufenthalt in Coalfield, Tennessee, wo er die Oliver Springs High School besuchte, leistete er von November 1995 bis Januar 1997 seinen Zivildienst ab.
Nach dem Lehramtsstudium in den Fächern Deutsch und Geschichte an der Humboldt-Universität zu Berlin von 1997 bis 2003 wurde er dort 2007 auch promoviert. Sein Referendariat leistete er von 2006 bis 2008 am Berliner Kant-Gymnasium ab. Seit 2008 ist er als Lehrer für die Fächer Deutsch und Geschichte an der Evangelischen Schule Köpenick tätig und lehrt nebenberuflich an der Universität Potsdam, an deren Philosophischer Fakultät er 2014 mit einer Arbeit zum Thema Der Majuskelgebrauch im Deutschen. Theorie, Empirie, Ontogenese habilitierte und die Lehrberechtigung für das Fach Germanistische Linguistik erhielt.
Müller initiierte den Orthografietrainer, eine interaktive Website, die es Schülern erlaubt, individuell an ihren Rechtschreibschwierigkeiten zu arbeiten.

## Publikationen (Auswahl)
- „Zum "Komma nach Gefühl.“ Implizite und explizite Kommakompetenz von Berliner Schülerinnen und Schülern im Vergleich. [= Bd. 50 von Theorie und Vermittlung der Sprache; zugl. Diss. Humboldt-Univ. Berlin 2007]; Lang Verlag, Frankfurt, M./Berlin/Bern/Brüssel/New York City/Oxford/Wien 2007. ISBN 978-3-631-57404-1
- mit Heidemarie Brosche und Anne-Sophie Remane: Deutsch für Eltern. Was Sie wissen müssen, um Ihr Kind zu unterstützen. Dorling Kindersley, München 2016. ISBN 978-3-831-03053-8
- Der Majuskelgebrauch im Deutschen : Groß- und Kleinschreibung theoretisch, empirisch, ontogenetisch. De Gruyter Mouton, Berlin 2016. ISBN 978-3-110-45796-4